# Valdo Vinay

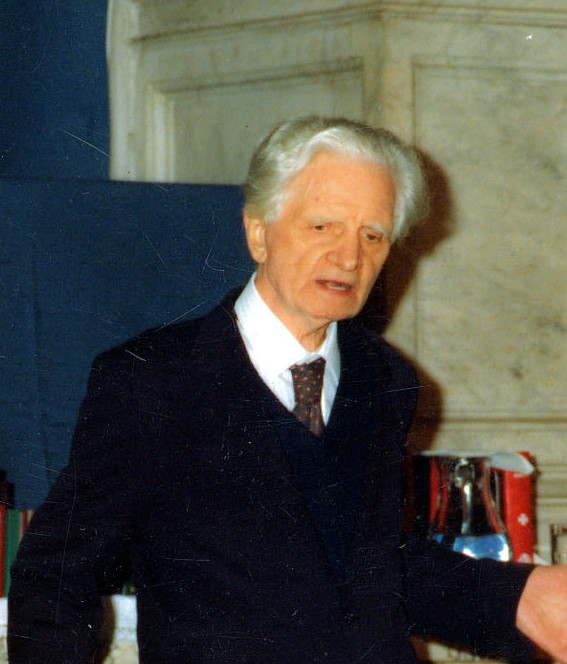

Valdo Vinay (La Spezia, 10 agosto 1906 – Roma, 25 novembre 1990) è stato un teologo, pastore protestante e predicatore italiano.

## Biografia
Di padre valdese e madre battista, crebbe a Trieste. Avvertì nel 1926 una vocazione pastorale per la quale abbandonò gli studi di ingegneria. Nei primi anni Trenta appartenne a Bonn al ristretto circolo di allievi di Karl Barth, di cui sempre si considerò discepolo. Tornato in Italia s'impegnò nel gruppo di giovani valdesi propugnatori di un cristianesimo radicalmente evangelico e di una resistenza spirituale al fascismo, attorno alla rivista “Gioventù Cristiana”. Dal 1932 al 1940 fu pastore a Fiume e Abbazia di comunità evangeliche italiane e tedesche, che alla fine della seconda guerra mondiale scomparvero col passaggio della Venezia Giulia italiana alla Jugoslavia. Scrisse Vinay in quei drammatici frangenti che il problema delle genti di frontiera “né oggi né ieri è risolto dalla politica e dalla guerra, perché è un problema spirituale… Gli uomini politici non lo risolveranno mai, perché è già risolto in Cristo”.
Peraltro già dal 1940 Vinay era stato chiamato ad insegnare nella Facoltà valdese di teologia di Roma. Qui sarebbe rimasto per mezzo secolo, come professore, decano, bibliotecario, dedicandovisi anche dopo il pensionamento. Amico di Oscar Cullmann, Vinay ne fece un collaboratore della Facoltà valdese romana, ogni anno con brevi corsi di esegesi biblica, per venticinque anni. Al contempo Vinay stabiliva una fitta rete di amicizie internazionali, non solo per la partecipazione a commissioni di lavoro del Consiglio ecumenico delle Chiese di Ginevra, ma anche attraverso periodi di insegnamento cui veniva invitato da università e istituzioni culturali in tutta Europa (Basilea e Marburg nel 1950, Utrecht, Leiden e Groningen nel 1956, Oslo nel 1959, Berna e Zurigo nel 1960, Kiel e Marburg nel 1962, Basilea nel 1974, mentre lauree honoris causa gli venivano conferite a Basilea nel 1948, a Jena nel 1961, a Praga nel 1969).
Negli anni Cinquanta e Sessanta Vinay svolse una tenace missione di evangelizzazione nel Lazio, fondando a Colleferro e Ferentino, con la sua predicazione, comunità cristiane di operai e contadini, in un contesto che fece dire a Oscar Cullmann il giorno lo accompagnò nel basso Lazio: “Oggi ho compreso come nascevano le comunità dell'apostolo Paolo”. Cresceva al contempo la figura di Vinay come studioso della Riforma con corpose monografie, e come divulgatore della teologia di Barth specie attraverso riviste periodiche e il dibattito intraecclesiale. Numerosi saggi di Vinay, specie in lingua tedesca, sono significativi nel dibattito sulle radici religiose e sui compiti spirituali del presente che appassiona il mondo protestante europeo lungo il Novecento.
Tra 1962 e 1965 Vinay segue da presso il Concilio Vaticano II, da lui giudicato una svolta capitale nel cattolicesimo. Dopo il Vaticano II, Vinay si rende disponibile al dialogo ecumenico con i cattolici, predicando e tenendo conferenze in tante chiese e sedi cattoliche dove presto diviene stimato e benvoluto per la sua esposizione e venerazione delle Scritture bibliche. Questa vicenda lasciò Vinay alquanto stupito e impressionato. Come egli osservava, dopo avere sentito il cattolicesimo non solo distante ma ostile, ed averlo considerato pressoché eretico, ora esso gli appariva amichevole e desideroso di apprendere, e la sua attitudine verso la Chiesa romana, alla soglia dei cinquant'anni, si trovava ad essere rovesciata. Approfondì così il tema del dialogo, nei termini che riferisce Paolo Ricca nell'accurato ricordo di Vinay all'indomani della scomparsa (Valdo Vinay 1906-1990. La vita, le opere, la fede, “Protestantesimo”, 1, 1991, pp. 2–40): “Vinay ha creduto nel dialogo e vi si è impegnato senza riserve né di tempo né di energie e, più ancora, senza riserve mentali. Non per fair play tra cristiani, e tanto meno per bisogno senile di pace dopo tanti conflitti come se il dialogo fosse una zona franca, lontana dai campi di battaglia. Nulla di tutto ciò. Piuttosto l'antica, incrollabile fiducia nella forza della verità evangelica, nella chiarezza e certezza della Parola di Dio che, messa in circolazione, non torna a lui a vuoto. Il dialogo, dunque, non è hobby o calcolo ma testimonianza. Si dialoga per necessità interiore, non per galateo ecumenico. Il dialogo è – così Vinay nel 1966 - 'risposta obbediente al comandamento della riconciliazione nella verità per quanto concerne il cattolicesimo, e al comandamento dell'annuncio evangelico per quel che si riferisce al mondo moderno'”.
Nel postconcilio cattolico Vinay, tra l'altro, insegnò nel Pontificio Istituto S. Anselmo, dei benedettini, al Seraphicum dei francescani. Ebbe legami personali profondi con membri della Comunità di Sant'Egidio, che incontrò nel 1973 e nella cui chiesa a Roma, in Trastevere, predicò regolarmente una volta alla settimana, tenendo annualmente dei corsi di esegesi biblica. L'amicizia con Sant'Egidio – “che non finisce mai”, come scrisse nella dedica alla seconda edizione del suo volume La Riforma protestante – si manifestò negli anni Ottanta con la singolare compagnia ed assistenza di giovani della Comunità che ogni giorno andavano a trovarlo, lui ormai malato e non vedente, e gli permettevano di continuare l'attività scientifica fungendo da lettori di libri e testi, consentendogli così anche di meglio prepararsi alla predicazione e di lavorare per le istituzioni valdesi, specie la Biblioteca della Facoltà, come desiderava sino alla fine.
Nel quadro del postconcilio cattolico, dopo il 1965, Vinay concepisce in maniera diversa il ruolo della piccola minoranza protestante in Italia. Da comunità di resistenza al dominante cattolicesimo, da combattiva diaspora in lotta per la libertà religiosa, da glorioso ghetto per così dire, ad elemento di crescita spirituale per l'insieme del cristianesimo italiano, nel dialogo ecumenico e nella “evangelizzazione ab intra della Chiesa [cattolica] italiana”. Ciò che sarà oggetto, specie negli anni Ottanta, di discussioni e polemiche con alcuni intellettuali della sua stessa famiglia ecclesiale valdese, dopo la pubblicazione del monumentale terzo volume della Storia dei valdesi, il cui sottotitolo, Dal movimento evangelico italiano al movimento ecumenico (1848-1978), è già per se stesso significativo della prospettiva storica dell'ultimo Vinay.
A fine anni Ottanta redasse un ultimo scritto, intitolato Autocritica protestante ossia Discorso di congedo in cui ribadiva il leitmotiv fondamentale del suo lungo ministero pastorale e dottrinale sotto il segno della militanza cristiana, che nella sintesi data da Paolo Ricca così suona: “solo dando o ridando sostanza biblica alla fede e alla predicazione della Chiesa, questa vive di vita autentica e la sua testimonianza è verace e feconda”. Della forza di tale primato biblico, interiormente sentito e pubblicamente proclamato, è testimonianza anche la raccolta, pubblicata post mortem dalla Comunità di sant'Egidio, dal titolo Commenti ai Vangeli (Morcelliana, 1992).
Vinay, pur di sentire sociale progressista, fu critico verso il movimento del '68, nonché verso certa inclinazione del protestantesimo liberale a far sue le correnti culturali di volta in volta egemoni nella modernità occidentale, a rischio di scolorire il tratto evangelico e religioso a fondamento dell'identità cristiana. Così come fu critico, e controcorrente nella sua stessa Chiesa valdese, verso certo marcato laicismo perseguito dalla minoranza protestante in Italia, in reazione forse all'egemonia politica della DC intesa quale partito confessionale cattolico. Per Vinay, tra confessionalismo e laicismo tertium datur: la predicazione cristiana, per cui l'Evangelo illumina e orienta ogni aspetto della vita.
Pastore, predicatore, evangelizzatore, studioso, teologo, storico, ecumenista: nei diversi ruoli espletati, in cui sempre s'impegnava strenuamente e con perfezionistica serietà, Vinay è stato un testimone non secondario della storia religiosa del Novecento italiano ed europeo.
In occasione del 30º anniversario della sua scomparsa, la Facoltà valdese di teologia ha organizzato un evento per ricordare Valdo Vinay, dal titolo: "Il 'secolo breve' di un protestante italiano", con relazioni di Paolo Ricca, Andrea Riccardi e Mario Gnocchi.

## Opere principali
- La dottrina di Dio nella teologia di C. Barth, Torre Pellice, Claudiana, 1942
- L'uomo nel pensiero di Lutero e la crisi della società odierna, Roma, Claudiana, 1949
- I due regni nella teologia di Lutero, Roma, Claudiana, 1950
- Ernesto Buonaiuti e l'Italia religiosa del suo tempo, Torre Pellice, Claudiana 1956
- Evangelici italiani esuli a Londra durante il Risorgimento, Torino, Claudiana, 1961
- Il Concilio Vaticano II in una visuale protestante italiana, Torino, Claudiana, 1964
- Luigi Desanctis e il movimento evangelico fra gli italiani durante il Risorgimento, Torino, Claudiana, 1965
- La Riforma protestante, Brescia, Paideia, 1970; seconda edizione 1982
- Ecclesiologia ed etica politica in Giovanni Calvino, Brescia, Paideia, 1973
- Storia dei valdesi. Dal movimento evangelico italiano al movimento ecumenico (1848-1975), (vol. III), Torino, Claudiana, 1980
- Commenti ai Vangeli, Brescia, Morcelliana, 1992